# Gerhard Wegner (Autor)
Gerhard Wegner (* 1951 in Frankenthal) ist Gründer und Präsident der Hai- und Meeresschutzorganisation Sharkproject International e. V. und Inhaber einer Absatzmarketing-Agentur.

## Wirken
Wegner taucht seit 40 Jahren und hat dabei rund 1.500 spezielle Haitauchgänge erlebt, bei denen das Kennenlernen der Tiere im Vordergrund stand. Seit der Gründung von Sharkproject 2002 kämpft er gegen das „Menschenfresser-Image“ der Haie. Bisher sind sieben Bücher von ihm zu diesem Thema erschienen. Seine Publikationen zum Thema Hai sind so breit gestreut wie die Zielgruppen seiner Botschaft. Er veröffentlichte Sachbücher, Kinderbücher, Cartoonbände und einen Abenteuerroman über Finning, der 2013 auch in spanischer Sprache erschienen ist.
Wegner lebt und arbeitet in Offenbach-Rumpenheim.

## Publikationen

### Fachbücher
- Erich K. Ritter und Gerhard Wegner: Haiunfälle. Kosmos Verlag, Stuttgart 2005, ISBN 3-440-10171-1.
- Erich K. Ritter, Gerhard Wegner und André Hartman: Der weiße Hai. Kosmos Verlag, Stuttgart 2006, ISBN 3-440-09561-4.
- Franziska Anderle, Robert Hofrichter und Gerhard Wegner: Räuber, Monster, Menschenfresser. Kosmos Verlag, Stuttgart 2007, ISBN 3-440-11261-6.
- Peter Arnold, André Hartmann und Gerhard Wegner: 12 Monate unter weißen Haien. Kosmos Verlag, Stuttgart 2009, ISBN 3-440-11734-0.
- Gerhard Wegner und Christine Gstöttner: Blind Dates – Das erste, interaktive Buch über Haibegegnungen. Sharkproject Verlag, Offenbach 2014, ISBN 3-000-43676-6.

### Cartoon-Bände
- Fische, wie du und ich. Tauchen Verlag, Hamburg 1994
- Blasenmacher & Co. Naglschmidt Verlag, Stuttgart
- Das wahre Buch der Fische. Sharkproject Verlag, Offenbach 2013

### Kinderbücher
Kinderbücher hat er unter Mitwirkung seiner Kinder Michel und Johanna Wegner geschrieben.
- Gerhard Wegner, Johanna Ricker,  Michel Wegner: Der kleine, blaue See Sharkproject Verlag, Offenbach
- Gerhard Wegner, Johanna Ricker: Michel, der kleine Haiforscher. Sharkproject Verlag, Offenbach 2011
- Gerhard Wegner, Johanna Ricker: Michel, der kleine Meeresschützer. Sharkproject Verlag, Offenbach 2011

### Romane
- Finning – ein Abenteuer-Thriller. Das Vorwort schrieb der Schauspieler und Naturschützer Hannes Jaenicke. Sharkproject Verlag, Offenbach 2010